# REVTeX
REVTeX (Eigenschreibweise: {\displaystyle \mathrm {REVT\!_{\displaystyle E}\!X} }) ist eine Sammlung von LaTeX-Makros. Sie wurde von der American Physical Society, dem American Institute of Physics und der Optical Society of America entworfen, um die Herausgabe ihrer Journale zu erleichtern. Sie wird von der American Physical Society gewartet. 
Die Sammlung ist bei Wissenschaftlern, deren Artikel in den Journalen dieser dreier Organisationen herausgebracht werden, besonders beliebt. Einige andere wissenschaftliche Journale akzeptieren auch REVTeX-formatierte Manuskripte für die Elektronische Publikation.
REVTeX v3.1 wurde im September 1996 herausgebracht. Die Nachfolgeversion 4.0 kam August 2001 heraus.  Allerdings ist Version 4 nicht abwärtskompatibel mit Version 3. Aktuell ist die Version 4.2 (18. Januar 2019).
Ursprünglich wurde REVTeX entworfen, um dem AASTeX-Format der American Astronomical Society ähnlich zu sein.  